# Macrothelypteris torresiana
Macrothelypteris torresiana là một loài thực vật có mạch trong họ Thelypteridaceae. Loài này được (Gaudich.) Ching mô tả khoa học đầu tiên năm 1963.

## Hình ảnh

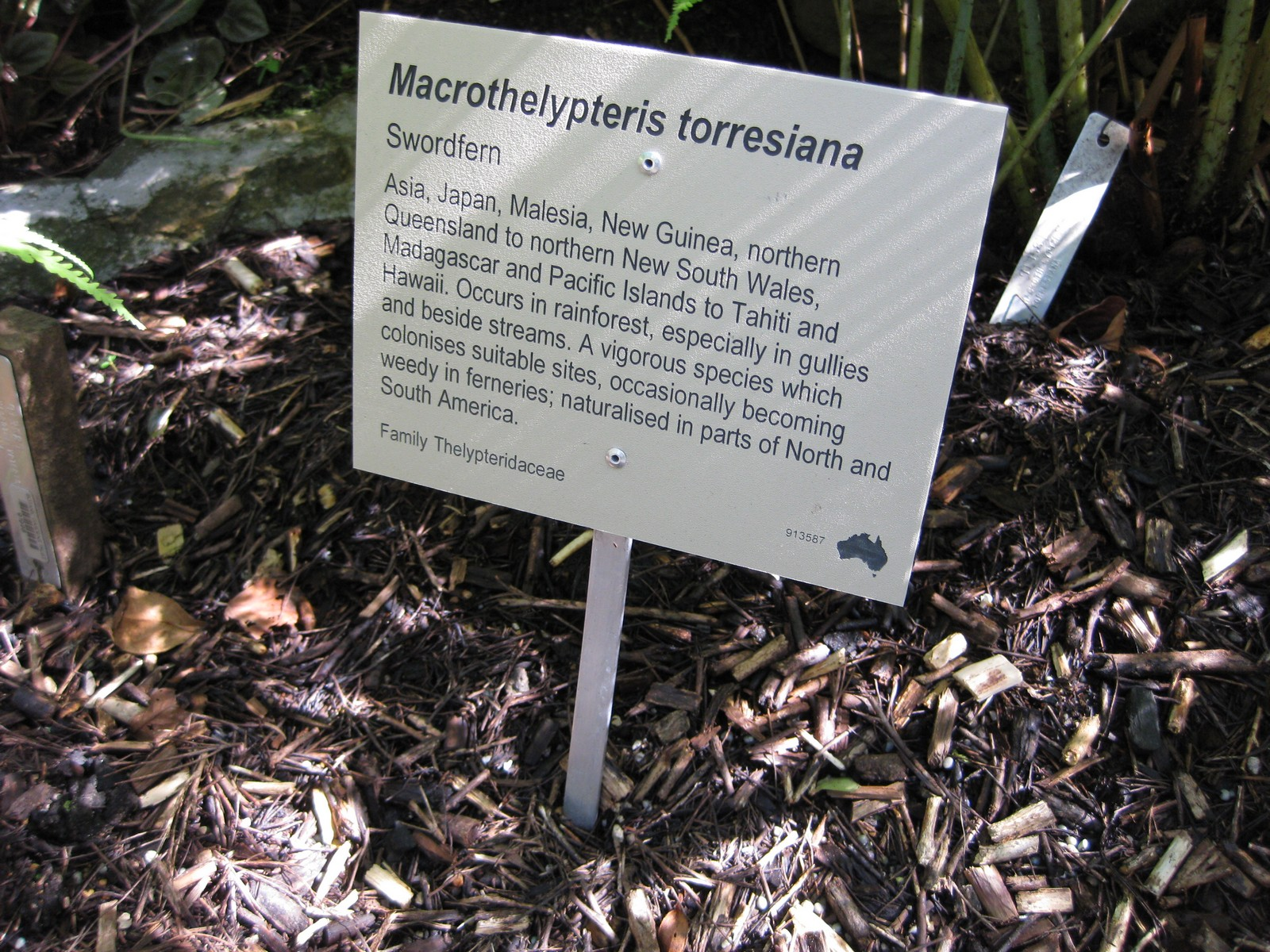
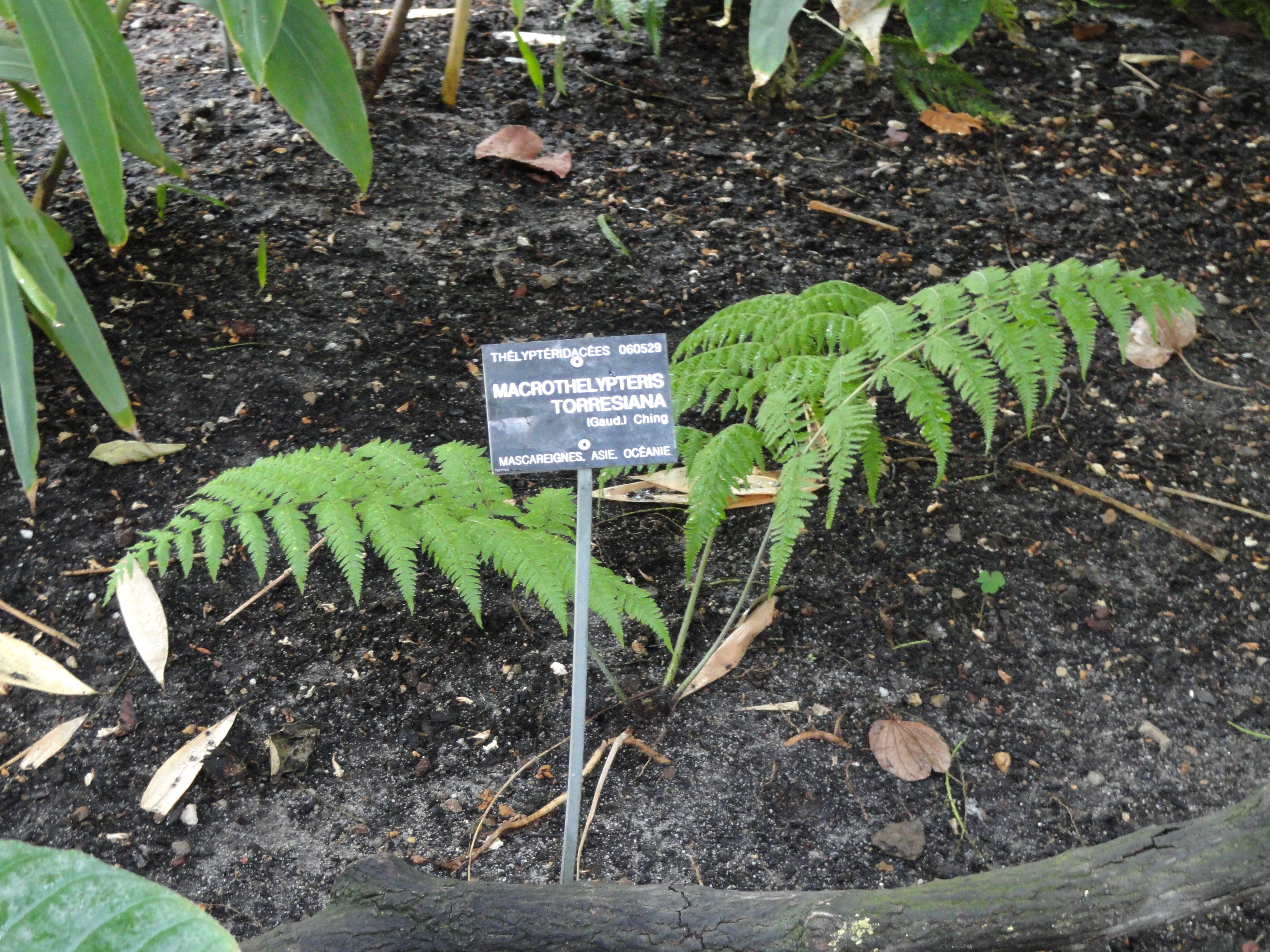